# 올해의 감독상

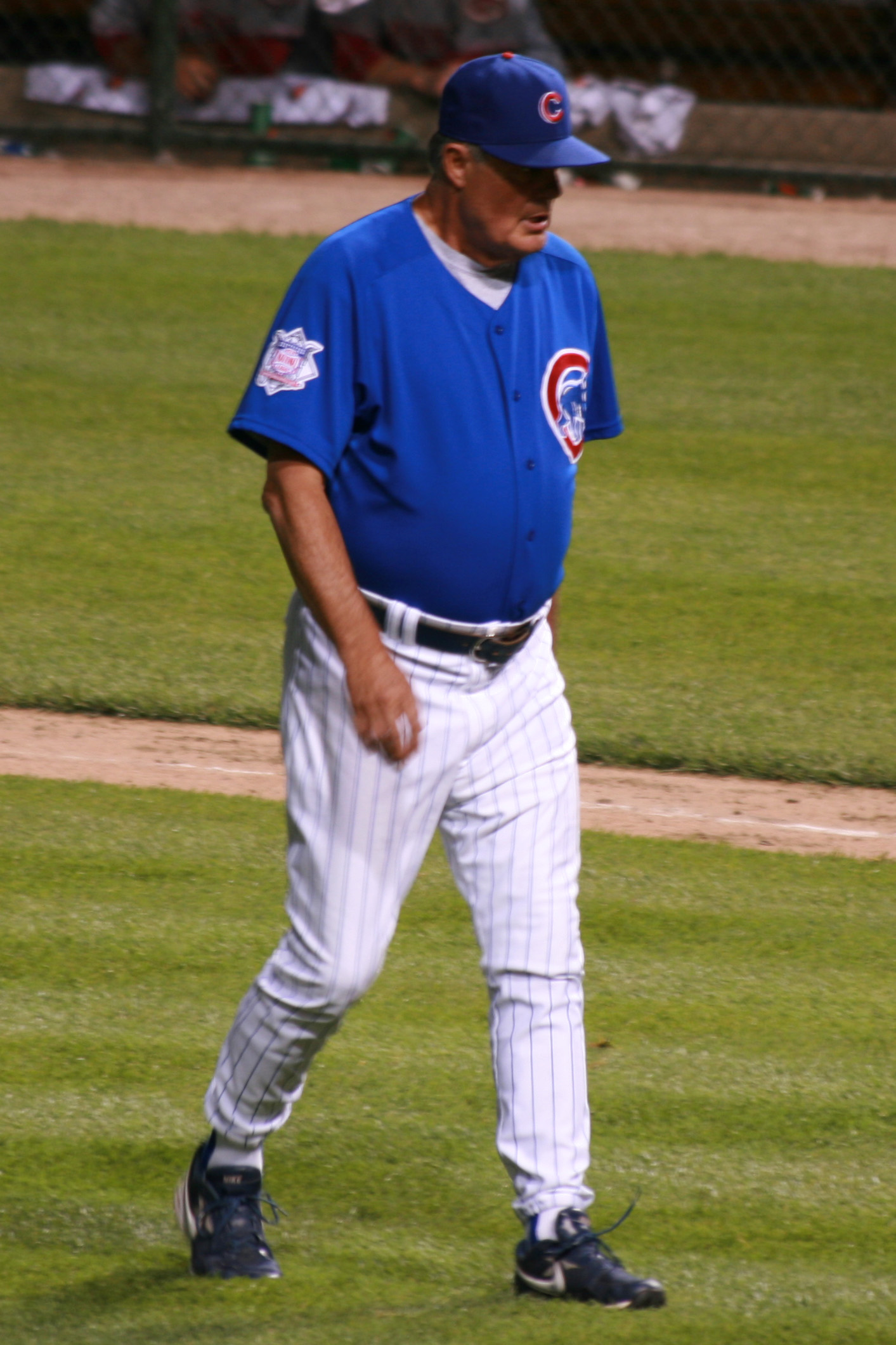
2008년 내셔널 리그 최고의 감독상을 수상했고, 아메리칸 리그에서도 두 번 수상했던 루 피넬라.

메이저 리그 베이스볼에서 올해의 감독상(Manager of the Year Award)은 1983년부터 매년 아메리칸 리그 (AL)와 내셔널 리그 (NL)에서 각각 최고의 감독에게 수여하는 상이다. 미국 야구 기자 협회 (BBWAA)의 28명의 기자들의 투표에 의해서 수상자가 결정된다.

## 같이 보기
- 베이스볼 아메리카
- 메이저 리그 베이스볼 올타임 팀